# Australosymmerus guarani
Australosymmerus guarani är en tvåvingeart som först beskrevs av Lane 1947.  Australosymmerus guarani ingår i släktet Australosymmerus och familjen hårvingsmyggor. Inga underarter finns listade i Catalogue of Life.